# Équipe de Suisse de football en 2020
Cet article présente l'année 2020 pour l'équipe de Suisse de football.

## Évolution du classement
| Année | 2019     | 2020    | 2020    | 2020 | 2020  | 2020 | 2020 | 2020    | 2020 | 2020      | 2020    | 2020     | 2020     |
| Mois  | décembre | janvier | février | mars | avril | mai  | juin | juillet | août | septembre | octobre | novembre | décembre |
| Rang  | 12       | 12      | 12      | 12   | 12    | 12   | 12   | 12      | 15   | 15        | 16      | 16       | 16       |

## Bilan
Après une participation couronnée de succès lors de la première édition de la Ligue des nations, en 2018-2019, lors de laquelle elle se hisse dans le Final Four, la formation de Vladimir Petković connaît une édition suivante moins fructueuse. Dans une poule composée de deux des meilleures équipes du monde, l'Allemagne et l'Espagne, elle n'évite la relégation que grâce à un match remporté sur tapis vert à la suite de la mise en quarantaine de l'équipe d'Ukraine, avant la dernière rencontre, en raison de plusieurs cas de Covid-19 recensés au sein de son effectif. Celle-là est reconnue responsable de l'annulation de la partie par l'UEFA. Avec deux défaites encore à noter lors de parties amicales, la Suisse termine donc l'année sans victoire acquise sur le terrain, une première depuis le millésime 1998.
|           | Nombre de matchs | Victoires | Matchs nuls | Défaites | Buts marqués | Buts encaissés |
| Domicile  | 4                | 1         | 2           | 1        | 6            | 4              |
| Extérieur | 4                | 0         | 1           | 3        | 5            | 8              |
| Neutre    | 0                | 0         | 0           | 0        | 0            | 0              |
| Total     | 8                | 1         | 3           | 4        | 11           | 12             |

## Matchs et résultats
| LDN 2020-2021 - 1re journée                          | Ukraine                        | 2 - 1   | Suisse        | Arena Lviv, Lviv                                       |                                                        |
| 3 septembre 2020 · 20h45 · Historique des rencontres | Yarmolenko 14e · Zinchenko 68e | (1 - 1) | 41e Seferović | Spectateurs : 0 (huis clos) Arbitrage : Andreas Ekberg | Spectateurs : 0 (huis clos) Arbitrage : Andreas Ekberg |
| 3 septembre 2020 · 20h45 · Historique des rencontres | Rapport                        |         |               | Spectateurs : 0 (huis clos) Arbitrage : Andreas Ekberg | Spectateurs : 0 (huis clos) Arbitrage : Andreas Ekberg |

| LDN 2020-2021 - 2e journée                           | Suisse     | 1 - 1   | Allemagne    | Parc Saint-Jacques, Bâle                               |                                                        |
| 6 septembre 2020 · 20h45 · Historique des rencontres | Widmer 58e | (0 - 1) | 14e Gündoğan | Spectateurs : 0 (huis clos) Arbitrage : Michael Oliver | Spectateurs : 0 (huis clos) Arbitrage : Michael Oliver |
| 6 septembre 2020 · 20h45 · Historique des rencontres | Rapport    |         |              | Spectateurs : 0 (huis clos) Arbitrage : Michael Oliver | Spectateurs : 0 (huis clos) Arbitrage : Michael Oliver |

| Match amical                                       | Suisse         | 1 - 2   | Croatie                   | Kybunpark, Saint-Gall                              |                                                    |
| 7 octobre 2020 · 20h45 · Historique des rencontres | Gavranović 31e | (1 - 1) | 42e Brekalo · 67e Pašalić | Spectateurs : 4 500 Arbitrage : Tiago Martins (en) | Spectateurs : 4 500 Arbitrage : Tiago Martins (en) |
| 7 octobre 2020 · 20h45 · Historique des rencontres | Rapport        |         |                           | Spectateurs : 4 500 Arbitrage : Tiago Martins (en) | Spectateurs : 4 500 Arbitrage : Tiago Martins (en) |

| LDN 2020-2021 - 3e journée                          | Espagne       | 1 - 0   | Suisse | Stade Alfredo-Di-Stéfano, Madrid                           |                                                            |
| 10 octobre 2020 · 20h45 · Historique des rencontres | Oyarzabal 34e | (1 - 0) |        | Spectateurs : 0 (huis clos) Arbitrage : Ali Palabıyık (en) | Spectateurs : 0 (huis clos) Arbitrage : Ali Palabıyık (en) |
| 10 octobre 2020 · 20h45 · Historique des rencontres | Rapport       |         |        | Spectateurs : 0 (huis clos) Arbitrage : Ali Palabıyık (en) | Spectateurs : 0 (huis clos) Arbitrage : Ali Palabıyık (en) |

| LDN 2020-2021 - 4e journée                          | Allemagne                             | 3 - 3   | Suisse                          | RheinEnergieStadion, Cologne                         |                                                      |
| 13 octobre 2020 · 20h45 · Historique des rencontres | Werner 28e · Havertz 55e · Gnabry 60e | (1 - 2) | 5e 57e Gavranović · 26e Freuler | Spectateurs : 0 (huis clos) Arbitrage : Ruddy Buquet | Spectateurs : 0 (huis clos) Arbitrage : Ruddy Buquet |
| 13 octobre 2020 · 20h45 · Historique des rencontres | Rapport                               |         |                                 | Spectateurs : 0 (huis clos) Arbitrage : Ruddy Buquet | Spectateurs : 0 (huis clos) Arbitrage : Ruddy Buquet |

| Match amical                                         | Belgique          | 2 - 1   | Suisse      | Stade Den Dreef Louvain                                |                                                        |
| 11 novembre 2020 · 20h45 · Historique des rencontres | Batshuayi 49e 70e | (0 - 1) | 12e Mehmedi | Spectateurs : 0 (huis clos) Arbitrage : Jérôme Brisard | Spectateurs : 0 (huis clos) Arbitrage : Jérôme Brisard |
| 11 novembre 2020 · 20h45 · Historique des rencontres | Rapport           |         |             | Spectateurs : 0 (huis clos) Arbitrage : Jérôme Brisard | Spectateurs : 0 (huis clos) Arbitrage : Jérôme Brisard |

| LDN 2020-2021 - 5e journée                           | Suisse      | 1 - 1   | Espagne    | Parc Saint-Jacques, Bâle                               |                                                        |
| 14 novembre 2020 · 20h45 · Historique des rencontres | Freuler 26e | (1 - 0) | 89e Moreno | Spectateurs : 0 (huis clos) Arbitrage : William Collum | Spectateurs : 0 (huis clos) Arbitrage : William Collum |
| 14 novembre 2020 · 20h45 · Historique des rencontres | Rapport     |         |            | Spectateurs : 0 (huis clos) Arbitrage : William Collum | Spectateurs : 0 (huis clos) Arbitrage : William Collum |

| LDN 2020-2021 - 6e journée                   | Suisse | 3 - 0 (tapis vert), | Ukraine | Rencontre annulée |
| 17 novembre 2020 · Historique des rencontres |        |                     |         |                   |

## Classement des buteurs
| Buteur           | Compétition officielle | Matchs amicaux | Total |
| ---------------- | ---------------------- | -------------- | ----- |
| Mario Gavranović | 2                      | 1              | 3     |
| Remo Freuler     | 2                      | 0              | 2     |
| Haris Seferović  | 1                      | 0              | 1     |
| Silvan Widmer    | 1                      | 0              | 1     |
| Admir Mehmedi    | 0                      | 1              | 1     |